# Stenocorus
Stenocorus är ett släkte av skalbaggar som beskrevs av Geoffroy 1762. Stenocorus ingår i familjen långhorningar.

## Bildgalleri

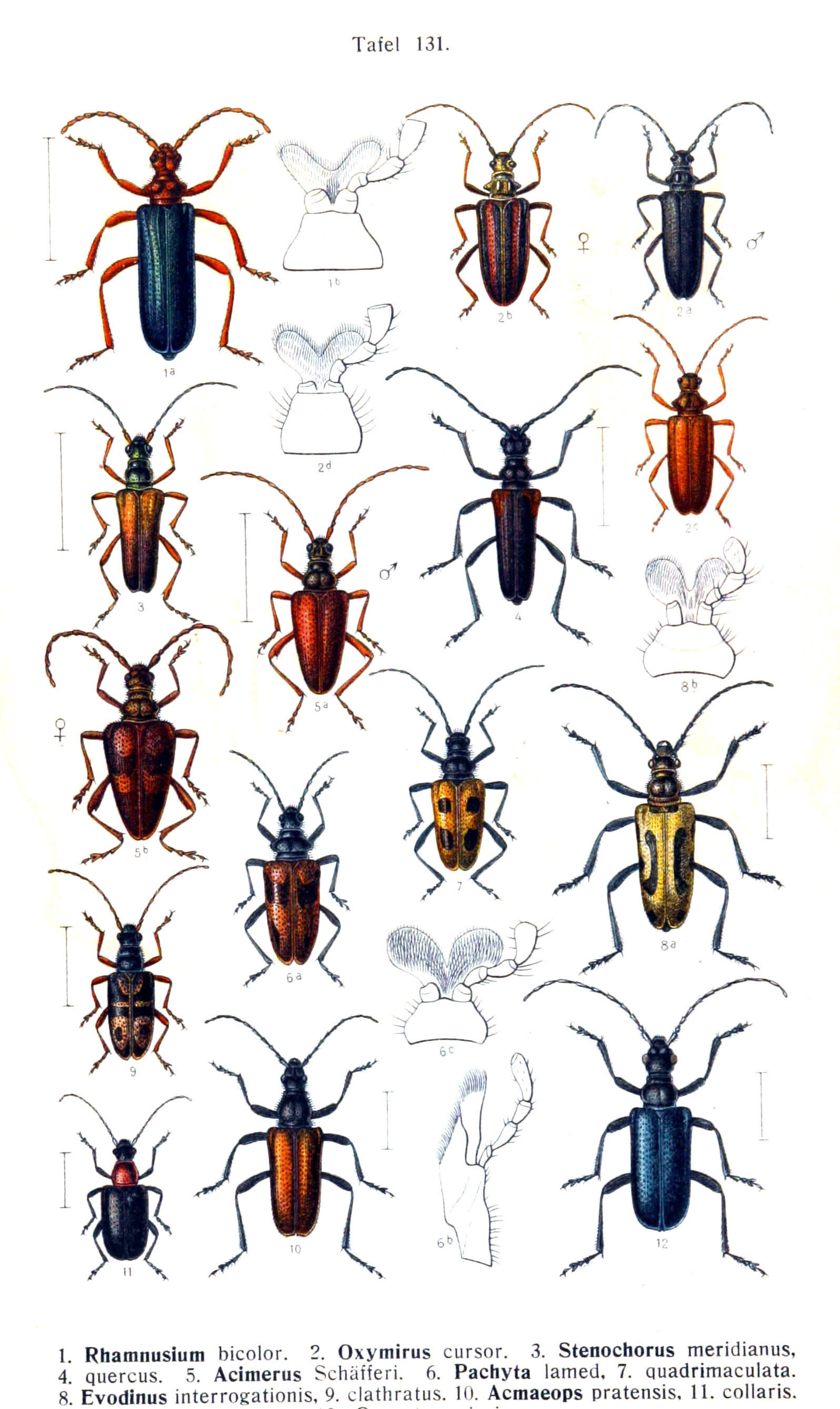
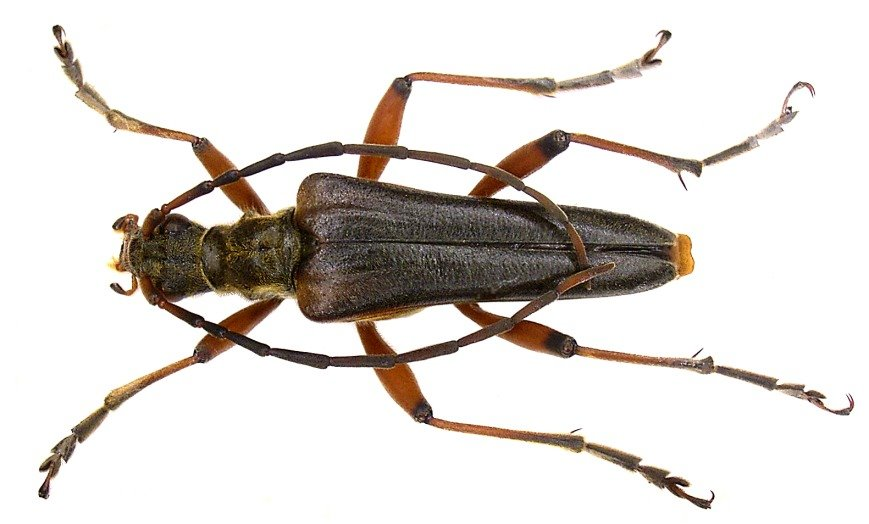
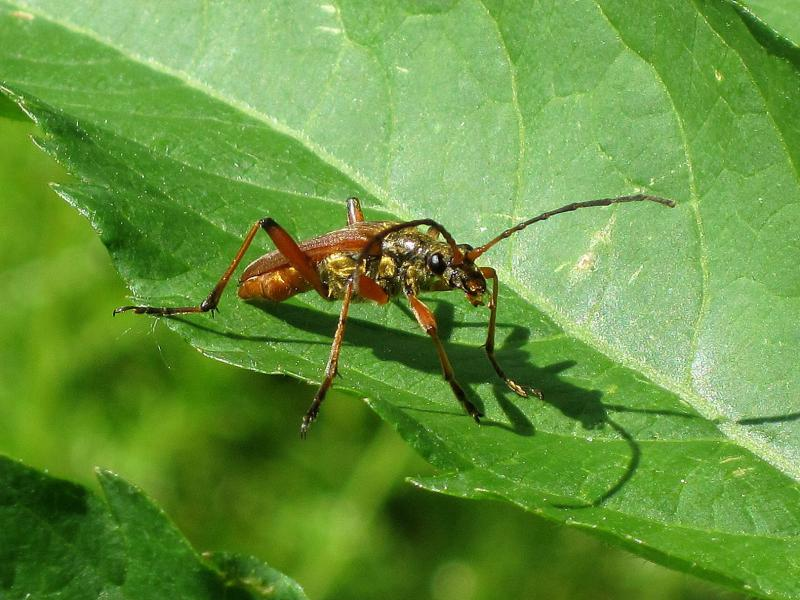
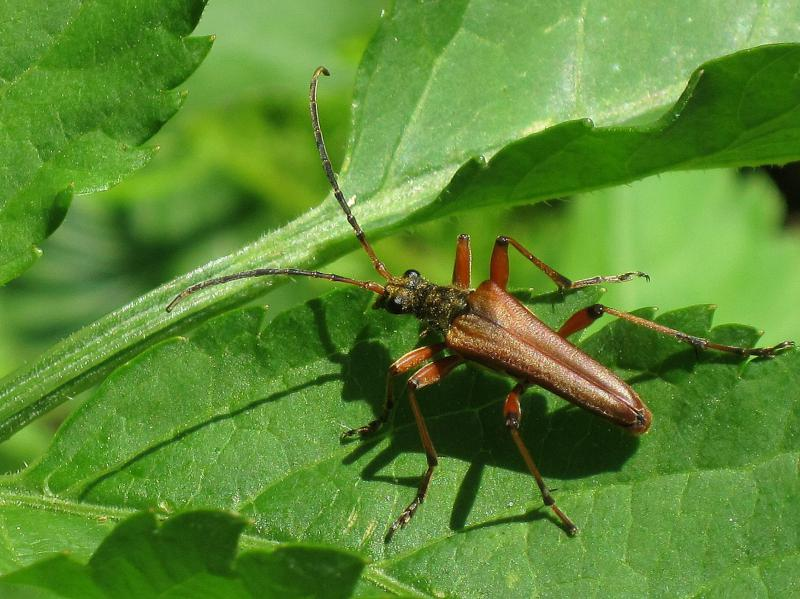
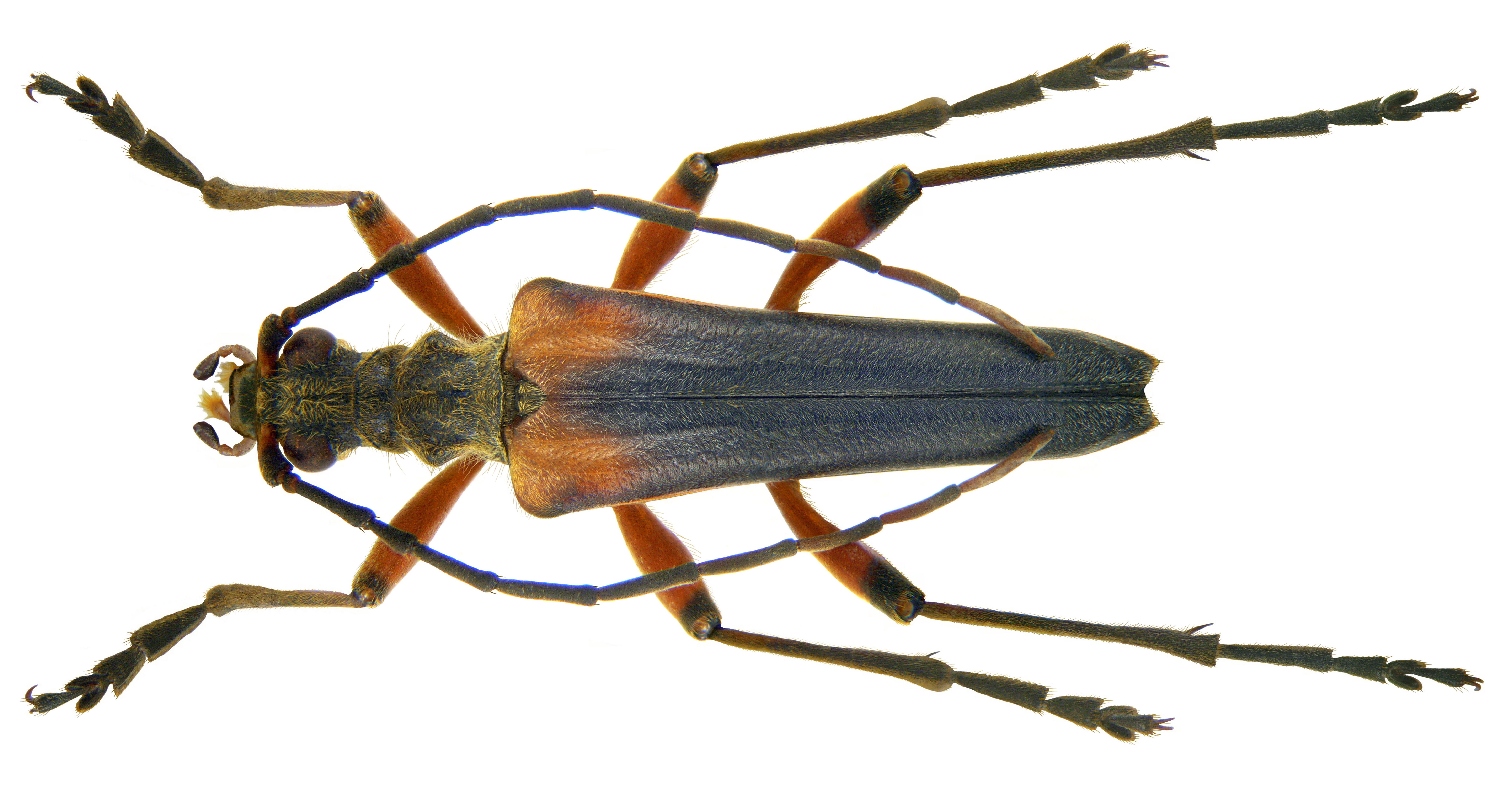
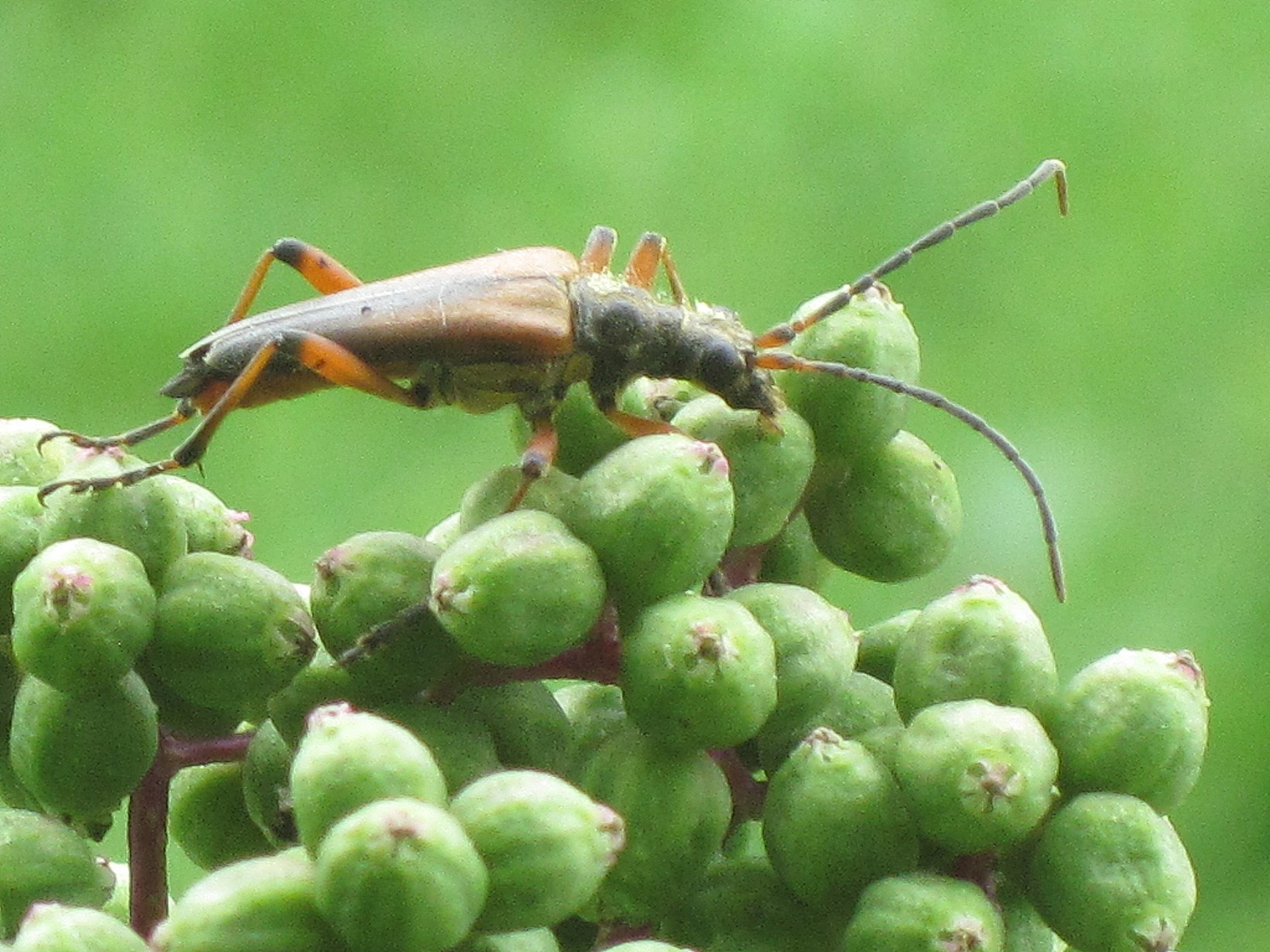

## Dottertaxa tillStenocorus, i alfabetisk ordning[1][2]
- Stenocorus alteni
- Stenocorus amurensis
- Stenocorus biformis
- Stenocorus caeruleipennis
- Stenocorus cinnamopterus
- Stenocorus copei
- Stenocorus cylindricollis
- Stenocorus flavolineatus
- Stenocorus fuscodorsalis
- Stenocorus gorodinskii
- Stenocorus griseopubens
- Stenocorus insitivus
- Stenocorus lepturoides
- Stenocorus longevittatus
- Stenocorus meridianus
- Stenocorus minutus
- Stenocorus nubifer
- Stenocorus obtusus
- Stenocorus schaumii
- Stenocorus schizotarsus
- Stenocorus serratus
- Stenocorus tataricus
- Stenocorus testaceus
- Stenocorus trivittatus
- Stenocorus univittatus
- Stenocorus validicornis
- Stenocorus vestitus
- Stenocorus vittatus
- Stenocorus vittidorsum
- Stenocorus vittiger